# HOXD8
HOXD8‏ (Homeobox D8) هوَ بروتين يُشَفر بواسطة جين HOXD8 في الإنسان.